# Euantha litturata
Euantha litturata är en tvåvingeart som först beskrevs av Olivier 1811.  Euantha litturata ingår i släktet Euantha och familjen parasitflugor. Inga underarter finns listade i Catalogue of Life.